# كوها
كوها هو نظام آلي متكامل لإدارة المكتبات مجاني يخضع لاتفاقية البرمجيات المفتوحة المصدر GPL ، ولديه كل المميزات الأساسية التي تحتاجها المكتبات
- OPAC - الفهرسة - الضبط الاستنادي - إدارة المستفيدين - الإعارة - التزويد - ضبط الدوريات - الحجز الأكاديمي - الأدوات - التقارير - إدارة النظام

=
بنية فريدة
يتميز نظام كوها بأنه نظام مزدوج قاعدة البيانات حيث يعمل على نظامين لإدارة قواعد البيانات أحدهم لإدارة قواعد البيانات العلائقية وهو mysql والأخر نظام إسترجاع النص الكامل Zebra
```
وهو ما يعطى للنظام القدرة على ادخال عدد كبير جدا من البيانات التي تصل إلى 10 ملايين تسجيلة بالإضافة إلى امكانيات البحث في التسجيلات والتعديل في مداخل البحث.
```

دعم المعايير العالمية
لقد بني نظام كوها باستخدام المعايير والبروتوكولات التي تدعم التوافق بين نظام كوها والنظم الأخرى والتي تدعم تدفق العمل بشكل معياري فهو يدعم المعايير العالمية لنظم إدارة المكتبات مثل MARC21 - Z39.50، يدعم النظام بروتوكول Sip2 اللذي يسمح للنظام بالتوافق مع RFID الذي يستخدم في عمليات تأمين الأوعية والإعارة وعمليات الجرد، بالإضافة إلى أنه يدعم بروتوكولات الإنترنت والتقنيات المستخدمه-XHTML - CSS – Java scripts
حقوق الاستخدام
لا يتم قصر الاستخدام أو الدعم على مورد محدد لنظام والنظام يتاح مجانا للتنصيب بواسطة المكتبة أو بواسطة الخبراء المختصين في النظام أو يمكنهم شراء خدمات الإعداد والتجهيز الدعم أو تطوير الوظائف من أي من الشركات أو مقدمي الخدمة

## مزايا النظام
كوها هو نظام متكامل لإدارة المكتبات (ILS) مع قاعدة بيانات (SQL) يتعامل مع البيانات المخزنة وفق معايير مارك وقابلة للوصول باستخدام بروتوكول (Z39.50)، واجهة المستخدم قابلة للتخصيص والتكيف بشكل كبير، وقد ترجم هذا النظام للعديد من اللغات منها العربية  ويتضمن كوها كل الميزات الممكن تواجدها في أنظمة إدارة المكتبات المتكاملة ومن الميزات:
- قاعدة بيانات للمستفيدين والتعامل مع الإعارة والكتب المُعارة ومواعيد رجوعها
- تمكين المستفيد من حجز المصارد من خلال الأوباك
- تمكن المستفيد من اقتراح شراء كتاب عن طريق الأوباك
- يتيح للمكتبة التعامل مع الميزانية بشكل آلي
- الإعارة ونقل الكتب بين فروع المكتبة المختلفة
- إدارة آلية لاشتراكات المكتبة في الدوريات والتعامل مع الأعداد المأخرة بشكل آلي وإرسال رسائل التأخير للموردين
- كما أن كوها يدعم مارك 21 واليوني مارك بشكل متكامل ويتيح للمكتبة تعديل البنية لتلائم استخداماتها المحلية لمارك داخل المكتبة.

### البحث بالمحارف العربية
تم التطوير في نظام كوها ليدعم اللغة العربية بشكل جيد في عملت البحث

### كوها 3.2
الآن نسخة كوها 3.2 كاملة التعريب جاهزة شاملة معالجة اللغة العربية في البحث مثل (ال ة ه ي ى ون ان الهمزات واو العطف)
تم التعريب بواسطة شركة تقنية المعارف -

يمكنك المشاركة من خلال مجتمع كوها 

وهذه نسخة كاملة من كوها العربي

http://arkoha.maktabat-online.net/
الخصائص العامه لكوها 3.22
1. التوافق مع المعاييرالدوليه في مجال المكتبات ونظم استرجاع المعلومات وقواعد البيانات الببليوجرافيه.
2. يتمتع النظام بالتكاملية حيث يوجد به أكثر من نظام فرعي.
3. الدعم الكامل لشبكه الإنترنت في جميع عمليات المكتبات من النزويد حتي الخدمات مرورا بالمعالجة الفنيه لاوعيه المعلومات.
4. واجهه تعامل رسوميه GUI سهله ومألوفه للمستفيدين.
5. يدعم النظام اللغة العربيه بالاضافه للغه الانجليزيه.
6. إمكانية عمل نسخة احتياطية من البيانات المسجلة داخل النظام بصفة دورية.

### الإصدارة المستقرة
الإصدارة المستقرة من نظام كوها هي 3.18

### الإصدارة المرتقبة
يترقب مجتمع كوها إطلاق الاصدراة الأخيرة 3.20

### جدولة الإصدارات في كوها
يتم تطوير الكود البرمجي لنظام كوها من خلال العديد من المطورين حول العالم وتنقسم التطويرات التي تتم على كود النظام إلى شقين الأول إضافة خصائص ومميزات جديده، وإصلاح الأخطاء والعيوب الموجودة في الإصدارات
الإصدارات الجديدة يتم إصدارها كل ستة أشهر ويكون ترقيمها كالتالي x.x.0
على سبيل المثال
3.2.0 – 3.4.0 -3.6.0 -3.8.0
يتم إصدار نسخ تحديث الأخطاء وعلاج العيوب كل شهر ويكون ترقيمها كالتالي x.x.x
على سبيل المثال
3.4.1- 3.4.2-3.8.6
وبناء على هذا النظام يقوم المطورون بالعمل على الكود البرمجي للنظام حيث يمر تطوير النظام بمجموعة من الخطوات:
1. استقبال المشكلات والعيوب والخصائص الجديدة المطلوبة
2. العمل على الإصدارات سواء لإصلاح العيوب أو العمل في الاصدارات الجديدة
3. اختبار الإصدارة بواسطة المطور نفسه
4. اختبار الإصدارة بواسطة إخصائي ضبط الجودة quality assurance
5. اختبار الإصدارة من مدير الإصدارة Release manager
6. إتاحة الإصدارة للمستخدمين

ونجد أنه نتيجة لهذا العمل المنظم فان نظام كوها من النظم المستمرة في التطوير بالإضافة إلى الدعم القوي اللذي يلقاه النظام من المطورين والمستخدمين على مستوى العالم

## روابط خارجية
- كوها على موقع Open Hub (الإنجليزية)
- كوها على موقع Free Software Directory (الإنجليزية)
- كوها على موقع Framasoft (الفرنسية)
- الويكي العربي الخاص بكوها
- الموقع الرسمي
- مدونة كوها العربي